# 카슈루트

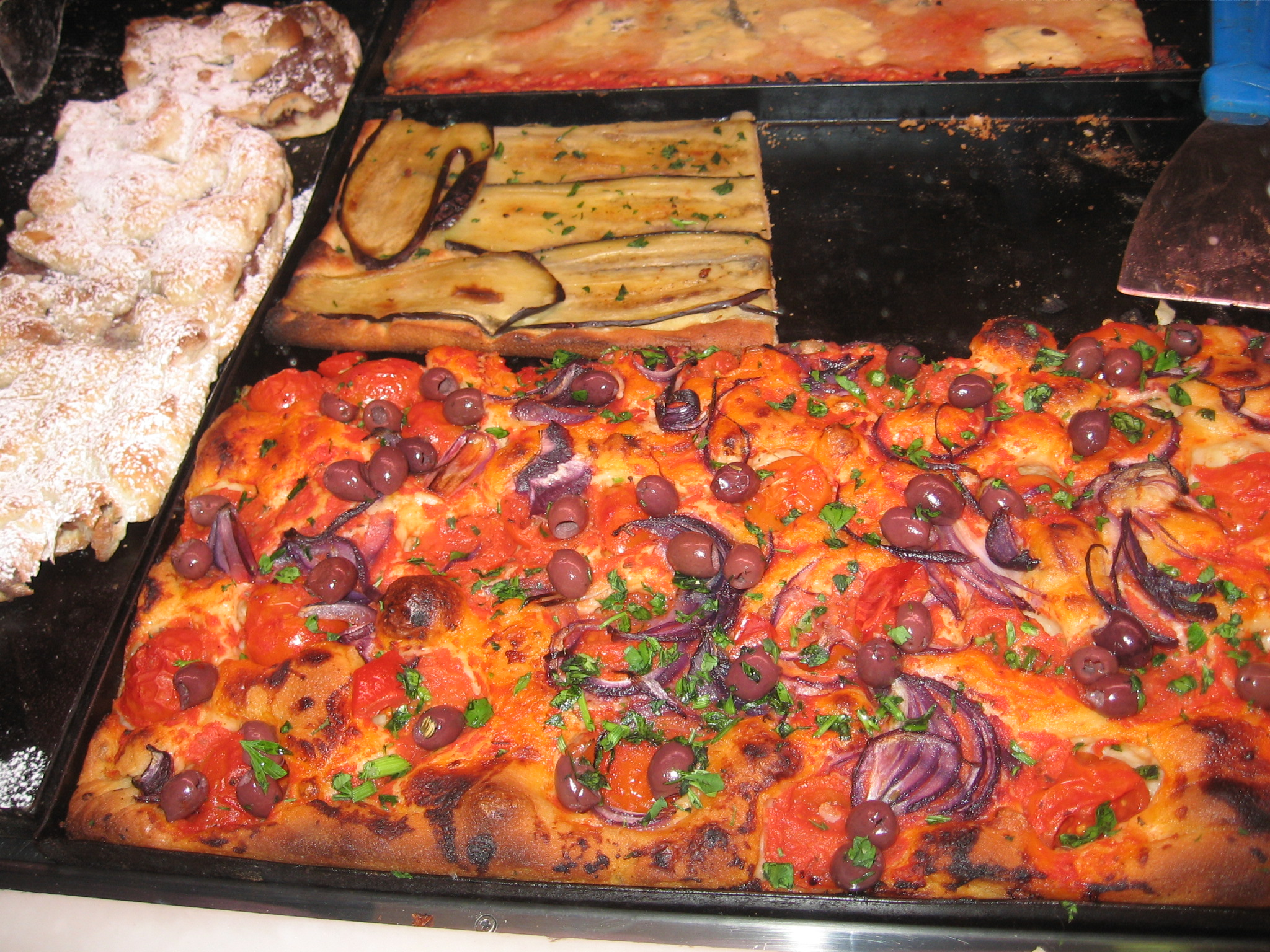

카슈루트(히브리어: כַּשְׁרוּת, 영어: kashrut)는 유대교의 음식에 따른 율법이다. 이를 따르는 음식을 카셰르라 한다.

## 개요
카슈루트에서 금기시하는 것으로는 육류와 유제품을 섞어서 사용하지 않는 것으로부터 십일조를 내지 않은 이스라엘 제품조차 사용하지 않는 것까지도 포함한다. 이러한 율법을 지키기 위해 유대인 가정에서는 많은 주방용품을 카셰르 음식과 비카셰르 음식을 구분하여 사용한다.
카슈루트(Kashruth 또는 Kashrus, כַששׁררתתת)는 유대인들이 먹을 수 있도록 허용된 음식과 그 음식들이 어떻게 유대인 법에 따라 준비되어야 하는지를 다루는 식이법의 집합체다. 섭취할 수 있는 식품은 히브리어 용어 카셰르(כָּשר)의 Ashkenazi 발음에서 코셔([koʊʃrr]영어로는 이디시어: ּשררר)로 간주되는데, 이는 "적합"을 의미한다(이 맥락에서: "소비에 적합함").
비록 카슈르트,의 법칙의 세부사항들이 많고 복잡하지만, 그것들은 다음과 같은 몇 가지 기본원칙에 의존한다.
- 특정 기준을 충족하는 포유류, 새, 물고기만이 정결한 동물이다; 돼지고기와 조개류와 같이 이러한 기준을 충족하지 못하는 동물의 살을 섭취하는 것은 금지된다.
- 카셰르 포유류와 새들은 셰치타라고 알려진 과정에 따라 도살되어야 한다; 혈액은 절대 소비되지 않을 수 있고, 고기를 사용하기 위해 소금에 절이고 물에 담그는 과정에 의해 고기에서 제거되어야 한다.
- 육류 및 육류 가공품은 우유 및 우유 가공품과 절대 혼합되지 않을 수 있다: 육류 및 유제품 기반 식품의 저장 및 준비를 위한 별도의 장비를 사용해야 한다.

카셰르로 간주되는 모든 음식도 다음과 같이 분류된다.
- "고기" 제품(b'sari 또는 fleishig라고도 함)은 쇠고기, 들소 또는 양고기, 닭, 거위, 오리 또는 칠면조 같은 정결한 고기나 동물 젤라틴과 같은 육류의 파생상품이 포함된 제품이며, 육류 또는 육류 유래 제품에 사용되는 장비에 가공된 비동물 제품도 육류(b'chezka)로 간주되어야 한다.
- "유제품(Halavi 또는 milchig라고도 함)은 우유 또는 버터 또는 치즈와 같은 파생상품을 포함한다. 우유 또는 우유에서 유래한 제품에 사용되는 장비에서 처리된 비유제품도 우유로 간주되어야 한다(b'chezkat halav).
- 파레브 제품에는 고기, 우유, 각각의 파생상품이 포함되지 않으며 생선, 계란, 곡물, 과일 및 농산물과 같은 식품이 포함된다. 파레브 제품은 고기 또는 유제품에 사용되는 장비와 혼합되거나 가공되지 않으면 파레브 상태로 남아 있다.

과일, 곡물, 야채, 버섯과 같이 땅에서 자라는 모든 농산물은 항상 허용되지만, 특히 안식년 십일조와 생산물과 같은 이스라엘 땅에서 자라는 특정 농산물의 상태에 관한 법률은 그들의 소비능력에 영향을 미친다.
카슈르트의 기본법칙은 대부분 Torah's books of Leviticus and Deuteronomy에서 유래한다. 그러나 그들의 세부사항과 실제 적용은 Oral Torah(결국 미슈나와 탈무드에 성문화됨)에 명시되어 있고 후기 광견병 문헌에 상세히 기술되어 있다. 토라는 대부분의 카슈르트 법률에 대한 근거를 명시하지 않지만, 일부에서는 복종의 시험일 뿐이며, 다른 이들은 철학적, 실용적, 위생적 이유를 제시했다.
지난 세기에 걸쳐 많은 카슈르트 인증기관들이 상품에 hechshher라고 불리는 독점적 상징물을 사용하는 것을 허가하거나 hechshher라고도 불리는 증명서를 식품업소에서 표시하는 것을 허가하면서 제품, 제조업자, 음식점 등을 카셰르로 인증하기 시작했다. 엄격한 법을 준수하다 이 라벨링은 유대교와 제7일 재림교회와 같은 정결한 음식법을 준수하기를 기대하는 종교 내 사람들을 포함하여 많은 식단에서 유용하다. 그래서 이슬람교도들에게도 역시 할랄은 정숙한 음식 준수와 유사하기 때문에, 힌두교도와 유제품에 알레르기를 가진 사람들은 정결한 음식 지정을 사용한다. 음식에는 고기나 유제품이 들어 있지 않다고 생각한다.

## 설명

### 철학
유대 철학은 613계명(혹은 미츠보트)을 세 그룹으로 나눈다. 이성적인 설명이 있고 아마도 대부분의 질서정연한 사회에서 제정될 법(미슈파팀), 설명받은 후에 이해되지만 설명되지 않으면 입법되지 않는 법(이도트), 이성적인 설명이 없는 법(추)이다. 일부 유대 학자들은 인간의 마음이 항상 신의 의도를 이해할 수 있는 것은 아니기 때문에 카슈르트를 특별한 설명이 없는 법으로 분류해야 한다고 말한다. 이러한 사고방식에서 식법칙은 신의 권위를 입증하는 것으로 주어졌고, 인간은 이유를 묻지 않고 복종해야 한다. 그러나 마이모니데스는 유대인들이 토라의 율법에 대한 이유를 찾는 것이 허용된다고 믿었다.
일부 신학자들은 카슈르트의 법칙은 성격상 상징적인 것이라고 말해왔다: 정결한 동물은 덕을 나타내는 반면, 비 정결한 동물은 악덕을 나타낸다. 기원전 1세기 BCE 아리스토스의 서한은 이 법이 "경건한 생각을 일깨우고 성격을 형성하기 위해 주어진 것"이라고 주장한다. 이 견해는 19세기 랍비 삼손 라파엘 허쉬의 작품에서 다시 나타난다.
Torah는 "아이(고트, 양, 송아지)를 어미 젖에 들끓게 하는 것"을 금지하고 있다. 성경은 이유를 제공하지 않지만, 그 실천이 잔인하고 무신경한 것으로 인식되었다는 주장이 제기되었다.
하시디크 유대교는 일상 생활에는 신성한 존재가 물리적 세계로 끌어들이는 데 도움이 되는 신성한 존재와 연결되는 채널이 배어 있다고 믿는다; 하시디즘은 음식 법칙이 거룩함의 불꽃이라고 불리는 그러한 채널들이 다양한 동물들과 상호작용하는 방식과 관련이 있다고 주장한다. 이러한 성스러움의 불꽃은 유대인이 성스러운 이유(식용 포함)로 어떤 물체를 조작할 때마다 방출되지만, 모든 동물 제품이 성스러움의 불꽃을 방출할 수 있는 것은 아니다. 하시디스의 주장은 동물들에게 이러한 불꽃의 석방을 드러내는 표지가 배어 있다는 것이며, 그 표적은 이성적으로 깨끗하고 이성적으로 부정하다는 성경적 분류에 표현되어 있다는 것이다.
기독교 신학자 Gordon J. Wenham에 따르면, 카슈르트의 목적은 유대인들이 다른 민족들과 구별되고 분리된 존재를 유지하도록 돕는 것이었다. 그는 이 법의 효과는 유대인이 아닌 사람들과의 사회화와 결혼하는 것을 막아 유대인의 정체성이 희석되는 것을 막는 것이라고 말한다. Wenham은 식품법의 영향이 공적인 일이었기 때문에, 이는 유대인으로서 그들의 뚜렷한 지위를 일깨워주는 것으로 유대인 애착을 강화시켰을 것이라고 주장했다.

### 의학
유대인 식품법이 중대한 건강상의 이익이나 목적을 가지고 있다는 견해에 대해 실증적인 지원을 제공하려는 시도가 있었다. 가장 이른 것 중 하나는 <난감한 사람들을 위한 가이드>에 나오는 마이모니데스의 그것이다. 1953년, 정교회 유대인이자 성서과학적 선견지명이론의 주창자인 데이비드 마흐트는 여러 종류의 동물과 물고기를 대상으로 독성 실험을 했다. 그의 실험은 다양한 동물의 고기에서 추출물을 공급받는 루핀 묘목들을 포함했다; Macht는 순전히 깨끗한 고기에서 추출한 것이 순전히 깨끗한 고기보다 더 많이 모종의 성장을 억제했다고 보고했다. 동시에 이런 해명이 논란이 되고 있다. Oxford Bible Commentary on Leviticus에 기고하는 학자 레스터 그랩베는 "현재 거의 보편적으로 거부된 설명은 이 섹션의 법칙이 위생을 기초로 한다는 것이다"라고 말한다. 의식 순수의 법칙 중 일부는 대략 육체적 청결이라는 현대 사상에 해당하지만, 그 중 상당수는 위생과는 거의 관계가 없다. 예를 들어, 때때로 주장하듯이 지중해 기후에서 '깨끗하지 않은' 동물들이 본질적으로 먹거나 피해야 한다는 증거는 없다."

## 카슈르트의 법칙

### 금지식품
카슈르트의 법칙은 금지의 기원(성경적 또는 광견병적)과 금지가 음식 자체와 관련이 있는지 또는 음식의 혼합과 관련이 있는지에 따라 분류할 수 있다.
성경적으로 금지된 식품은 다음을 포함한다.:
- 카셰르가 아닌 동물: 특정한 식별 특성이 없는 모든 포유류, 먹을 수 있는 전통이 없는 새, 비늘과 지느러미가 없는 물고기(예를 들어 메기 제외) 모든 무척추동물은 특정한 종류의 메뚜기들과 떨어져 있지 않으며, 대부분의 지역사회는 명확한 전통이 없다. 어떤 파충류나 양서류도 고지식하지 않다.
- 카리온(네벨라): 세치타의 법칙에 따라 도살되지 않은 정결한 동물의 고기. 이 금지령은 비유대인들에 의해 도살된 동물들을 포함한다.
- 부상자(테레파): 골절되거나 특정 유형의 폐 접착제와 같이 중대한 결함이나 부상을 입은 동물
- 피(담): 간에는 혈액이 매우 풍부한 간을 위해 특별한 시술을 하는 등 염장을 통해 정수리 포유류와 새의 피를 제거한다.
- 특정 지방: 소, 염소, 양의 복부 지방의 특정 부분은 nikur라고 불리는 과정에 의해 제거되어야 한다.
- 뒤틀린 신경: 창세기 32장 32절[3]에 따르면 야곱의 총대주교는 천사와 싸울 때 손상되었기 때문에 먹지 못하고 nikkur에 의해 제거된다.
- 살아있는 동물의 사지: 유대 율법에 따르면 하나님은 노아와 그의 후손들이 살아있는 동물에서 찢어진 살을 먹는 것을 금지했다. 따라서, 유대인 법은 이 금지가 유대인이 아닌 사람에게도 적용된다고 간주하고, 따라서 유대인은 유대인이 아닌 사람에게 그러한 고기를 주거나 팔 수 없다.[4]
- 영양분이 없는 음식(tevel ): 이스라엘 땅의 생산물은 특정한 십일조를 제거해야 하는데, 고대에는 하나님, 레위 사람, 빈민(각각 테루마, 마아저 리손, 마아사르 아니)에게 주거나 예루살렘의 구시로 가져가 그곳에서 먹도록 했다(마아저 셰니).
- 처음 3년 동안의 과일(orlah): 레위기 19:23[5]에 따르면, 식재 후 처음 3년 동안은 나무에서 나온 과일을 먹지 않을 수 있다(이스라엘 땅과 디아스포라 둘 다). 이것은 덩굴의 열매인 포도나무와 그 열매에서 생산되는 포도주에도 적용된다.
- 새로운 곡물(chadash): 성경은 유월절 둘째 날까지 새로 재배된 곡물(전년 유월절 이후에 재배)을 금지하고 있다. 이 법이 이스라엘 땅 밖에서 재배된 곡물에 적용되는지 여부에 대해 논쟁이 있다.
- 성욕의 포도주(Yayin nessekh): 우상숭배 관행에 바쳤을지도 모르는 포도주.

성경적으로 금지된 혼합물은 다음을 포함한다.:
- 고기와 우유의 혼합물: 이 법은 "어머니의 우유에 어린이를 넣어 요리하지 말라"는 계명의 넓은 해석에서 유래한다. 다른 비-카셰르 식품은 비-식용(예: 비-유브에 판매)으로 허용되지만 유대인들은 어떤 방식으로든 고기와 우유의 혼합으로부터 이익을 얻는 것이 금지된다.
- 함께 자라는 여러 종류의 식물들(kilayim): 이스라엘 땅에서 레위기 19:19[5]와 신명기 22:9–11[6]에 따라 서로 다른 종류의 식물은 별도로 재배되어야 하며 근접하게 재배되어서는 안 된다. 이 법의 구체적인 구분은 포도주 근처에 곡식이나 채소를 심는 것을 금지하는 kil'ei ha-kerem이다. 이 법은 전 세계의 유대인들에게 적용되며, 유대인은 그러한 생산물로부터 이익을 얻지 못할 수도 있다.

랍비같이, 금지된 식품은 다음을 포함한다.
- 비-유대인 우유(chalav akum): 비카셰르 동물에서 추출한 우유 혼합물을 함유할 수 있는 우유(이 금지에 대한 현재 견해는 아래 참조).
- 비-유대인 치즈(gevinat akum): 비카셰르 레네트로 생산되었을 수 있는 치즈
- 비유대인 와인(stam yeinam): 우상숭배 목적으로 생산되지는 않았지만, 그러한 목적으로 또는 소비되었을 때 대체적으로 부었을 수 있는 와인이 혼인으로 이어질 수 있다.
- 비주류(bishul akum): 이 법은 혼인을 우려하여 제정되었다.
- 비-유대인 빵(pat akum): 이 법은 결혼간 결혼을 우려하여 제정되었다.
- 건강 위험(sakanah): 특정 식품과 혼합물은 물고기와 고기의 혼합물과 같은 건강 위험으로 간주된다.

### 허용된 동물과 금지된 동물
특정 종의 고기만이 허용된다. 되새김질하고 발굽이 갈라진 포유류는 정숙한 동물일 수 있다. 한 가지 특징을 가지고 있지만 다른 특징을 가지고 있지 않은 동물들(낙타, 토끼는 갈라진 발굽이 없기 때문에, 돼지는 되새김질을 하지 않기 때문에 특별히 제외된다. 2008년, 광견병 판결은 기린과 그들의 젖이 정숙한 것으로 간주될 자격이 있다고 결정했다. 기린은 갈라진 발굽을 가지고 있고 코셔로 여겨지는 동물의 특징인 되새김질을 한다. 2008년의 연구결과는 기린우유가 카셰르 기준을 충족시키면서 응고한다는 것을 보여준다. 비록 카셰르는 오늘날 도살되지 않는다. 왜냐하면 그 과정은 비용이 많이 들기 때문이다. 기린은 억제하기 어렵고, 먹이를 위해 사용하는 것은 기린을 멸종 위기에 빠뜨릴 수 있다.
비카셰르 조류는 명기되어 있으나 정확한 동물학적 언급이 논란이 되고 있으며 일부 언급은 새의 가족(24개 언급)을 언급하고 있다. Misshnah는 현자들이 제공한 네 가지 표지를 가리킨다. 첫째, 도살자는 정숙하지 않다. 게다가, 카셰르 새는 세 가지 신체적 특징을 가지고 있다: 뒤의 추가 발가락, zefek(crop), 껍질을 벗길 수 있는 루멘을 가진 korkoban이다. 그러나 개별 유대인들은 단지 이러한 규제만을 적용하는 것이 금지되어 있다; 비록 그들이 네 가지 기준을 모두 충족한다고 입증될 수 있더라도, 새들이 소비될 수 있도록 하기 위해 확립된 전통(마소라)이 필요하다. 이것의 유일한 예외는 칠면조다. 특정 당국이 표지판을 충분하다고 생각한 적이 있어 유대인들은 이 새가 히브리어로 된 표지판을 모두 소유하고 있기 때문에 마소라 없이 이 새를 먹기 시작했다.
물고기는 정숙해지려면 지느러미와 비늘이 있어야 한다. 조개류나 다른 비생선 물동물은 정숙하지 않다. (정식어종 참조) 곤충은 코셔 메뚜기의 특정 종을 제외하고는 카셰르가 아니다. 일반적으로 다른 동물을 잡아먹는 어떤 동물도, 먹이를 죽이든, 캐리온을 먹든, 다른 동물에 의해 부분적으로 잡아먹힌 어떤 동물도 카셰르가 아니다.
| 분류             | 금지된 종류                                                                                              |
| ---------------- | --- |
| 포유류           | 육식동물, 되새김질을 하지 않는 동물(예: 돼지), 갈고리 발굽이 없는 동물(예: 낙타, 토끼, 말, 히라스), 박쥐 |
| 새               | 맹금류, 죽은 동물을 먹는 동물                                                                            |
| 파충류와 양서류  | 모두 |
| 물속에 사는 동물 | 생선 이외의 모든 것. 물고기 중에서 지느러미와 비늘이 모두 없는 것은 모두                                 |
| 곤충             | 대부분에 따르면 오늘날에는 특정 종류의 메뚜기나 메뚜기를 제외한 모든 것을 확인할 수 없다.                |

### 고기와 우유의 분리
고기와 우유(또는 파생상품)는 같은 식사에 제공되거나, 같은 식기에 제공되거나 조리되거나, 함께 보관되지 않는다는 의미에서 혼합되지 않을 수 있다. 관찰력 있는 유대인들은 고기나 우유를 위한 별도의 요리 세트와 때때로 다른 주방을 가지고 있고, 고기를 먹은 후 1시간에서 6시간 사이에 아무 곳에서나 기다렸다가 우유를 먹는다. milchig와 fleishig (빛.우유와 고기)의 식기와 접시는 유제품과 육류 사이의 Yiddish 기법을 통칭한다.

### 카셰르 도살
포유류와 새들은 특별한 도살 방법인 shechita를 사용하여 훈련된 개인(shochet)에 의해 도살되어야 한다. 그 중에서도 shechita 도살은 경정맥, 경동맥, 식도, 기관지를 한 번 연속 절개하는 동작으로 서열화되지 않은 날카로운 칼로 찔러 버린다. 이러한 기준들 중 어느 것도 실패하면 그 동물의 고기가 부적합하게 된다. 도살된 동물의 시신은 도살 후 반드시 확인하여 1년 이내에 스스로 동의하여 죽게 했을 의학적 상태나 결함이 없어 육류가 부적합하게 되었음을 확인해야 한다. 이러한 조건(treifot)은 70가지 다른 범주의 부상, 질병, 그리고 그 존재로 인해 동물이 비코셔가 되는 비정상적인 상태를 포함한다. 특정 지방(chelev)이나 다리에서 나온 좌골신경 등 동물의 특정 부위를 섭취하는 것은 금지돼 있는데, 육류가 팔리기 전에 전문가들에 의해 절제가 이뤄지는 과정이다. 도살 과정을 통해 가능한 한 많은 피를 제거해야 한다; 이것은 보통 고기를 담가 소금에 절여서 하는데, 피가 풍부한 간은 열린 불꽃 위에 구워진다. 물고기(그리고 코셔 메뚜기, 그것을 허용하는 전통을 따르는 사람들을 위한)는 먹기 전에 죽여야 하지만, 유대 율법에는 특별한 방법이 명시되어 있지 않다. 의식 도살의 법적 측면은 유대인 법뿐만 아니라 민법에도 의해 지배된다.

#### 고기 준비
동물을 합리적으로 도살할 때, 전통적으로 날고기는 요리하기 전에 썰고 헹구고 소금에 절인다. 날고기를 소금에 절이면 고기의 안쪽 표면에 맺힌 피를 뽑아낸다. 염장은 거친 소금 알갱이로 하는 반면, 고기는 석쇠나 체에 얹어 배수가 가능하도록 하고, 소금은 성서 1마일 (약 18–24분)을 걷는 데 걸리는 시간 동안 고기에 남아 있게 한다. 이후 소금 찌꺼기를 물로 씻어내고 고기가 익는다. 구운 고기는 불이 피의 천연 연옥 역할을 하기 때문에 사전 염분이 필요하지 않다. Turei Zahav ("Taz"), 17세기 Shulchan Arukh에 대한 논평은 고기 조각들이 소금에 절일 때 "매우 두껍게" 될 수 있다고 판결했다. 그러나 Yemenite Jewish 관습은 Saadiah Gaon을 따르며, Saadiah Gaon은 고기를 소금에 절일 때 "로탈"(즉, ca. 216g)보다 크지 않도록 요구하였다. 이것은 소금의 효과를 침투시킬 수 있게 한다. 일부 정교회 유대인 공동체에서는 생고기를 조리하기 전에 끓는 물에 담그는 추가적인 엄격함을 요구하는데, ḥaliṭah(히브루: חלי."."), "blanching"이라고 알려진 관습이다. 이것은 고기를 먹을 때 피가 스며 나오는 것을 막기 위해 고기 안에 있는 피를 수축시키는 것으로 여겨졌다. 날고기는 끓는 물 냄비에 고기가 겉면에 희게 익는 데 걸리는 시간만큼 남겨둔다. 만약 누군가가 같은 냄비에 샬리샤를 만든 후 수프에 물을 사용하길 원한다면, 그는 끓는 물에 그 표면을 거품, 거품, 찌꺼기 등 간단히 필름을 퍼낼 수 있을 것이다. 불 위에서 고기를 구울 때 ḥaliṭah는 필요없는데, 불이 피를 압축하기 때문이다.

### 카셰르 기구
비카셰르 음식에 사용되는 도구는 비카셰르가 되고, 그렇지 않으면 카셰르와 함께 준비된 카셰르 음식을 만든다. 이러한 일부 식기류는 재료에 따라 끓는 물에 담가두거나 블로토치를 발라 다시 정숙한 음식을 준비하는데 적합하게 만들 수 있다.
Shabbat(Sabbat)을 위반하는 방식으로 준비된 음식은 먹을 수 없다. 특정 경우에는 Shabbat이 끝난 후에 허용된다.

### 유월절법
유월절은 더 엄격한 식이 규칙을 가지고 있는데, 그 중 가장 중요한 것은 카메츠라고 알려진 발효된 빵이나 파생물의 섭취 금지다. 이 금지는 출애굽기 12:15에서 유래되었다. chametz를 준비하고 서빙하는 데 사용되는 식기류도 이성적으로 세척하지 않는 한 유월절에는 금지된다. 관찰력이 있는 유대인들은 종종 유월절에만 사용하기 위해 고기와 유제품들을 따로 보관한다. 또한 일부 단체들은 kitniyot, gebrochts 혹은 마늘을 먹지 않는 등 카슈르트의 규칙을 뛰어넘는 다양한 유월절에 대한 식사 제한을 따르고 있다.

### 이스라엘 땅의 생산
성경적 규칙들은 또한 농업 생산물의 사용을 통제한다. 예를 들어, 농업 생산물의 십일조에 관한 것, 또는 농업 생산물을 먹거나 수확하는 것이 허락된 때, 그리고 그것들을 인간의 소비에 적합하게 만들기 위해 무엇을 해야 하는지에 관한 것이다. 이스라엘 땅에서 재배된 농산물의 경우, Terumat HaMaaser, Maaser Rishon, Maaser Sheni, and Maasar Ani (미생물을 tevel이라 한다) 등 성서적 십일조를 수정하여 적용해야 한다. 나무의 생육 또는 식생에서 처음 3년 동안의 열매는 먹거나 다른 용도로는 금지된다. 7년째 되는 해에 이스라엘 땅에서 자란 k'dushat shvi'it,를 얻으며, 슈미타(사바티칼 해)의 위반으로 세심하게 관리하는 것이 금지되지 않는 한 말이다. 카슈르트 의 몇몇 규칙들은 다른 광견병적 의견의 영향을 받는다. 예를 들어, 많은 사람들은 니산이 이스라엘 영토 밖에서 chadash(새로운 곡물)를 먹는 것을 금지하는 규정을 적용하지 않는다고 주장한다.

### 야채
많은 채식주의 식당과 채식주의 음식 생산자들은 랍비 단체가 그들의 제품을 정숙한 것으로 승인했다는 것을 증명하면서 hechshher를 취득한다. hechshher는 보통 특정 채소가 병충해 검사를 받았으며 조리된 음식이 bishul Yisrael의 요구 조건을 충족하는지 확인하기 위한 조치를 취했다고 증명한다. 시금치나 콜리플라워 같은 채소는 반드시 곤충의 침입 여부를 확인해야 한다. 검사와 청소를 위한 적절한 절차는 종, 성장 조건, 개별 랍비들의 견해에 따라 다양하다.

### 정진 식품
정진 음식은 고기도 유제품도 아닌 음식이다. 물고기는 동물에서 유래되지 않은 음식뿐만 아니라 이 범주에 속한다. 달걀은 동물성 제품임에도 불구하고 파충류로 간주된다.
어떤 과정들은 고기나 유제품에서 유래된 제품을 정진 제품으로 변환한다. 예를 들어, rennet은 때때로 위 라이닝으로 만들어지지만, 카셰르 치즈를 만드는 데는 허용된다. (이성적으로 도살된) 카셰르 동물원에서 유래한 젤라틴도 정진 식품이다. agar agar와 carrageenan 같은 비동물원으로부터 나온 젤라틴과 같은 다른 제품들은 자연적으로 정진식품이다. 피쉬 젤라틴은 모든 카셰르 어류 제품과 마찬가지로 정진식품이다.
유대인 법은 일반적으로 빵은 정진 식품(즉, 고기나 유제품으로 반죽하거나 고기나 유제품으로 만들어지지 않는다)을 보관할 것을 요구한다.
카슈르트는 이전의 비코셔 또는 고기/요정 사용을 장비로 청소할 수 있는 절차를 가지고 있지만, 채식주의자, 알레르기가 있는 사람 또는 다른 종교 법규를 준수하는 사람들에게는 불충분할 수 있다. 예를 들어, 유제품 제조 장비는 랍비들이 그것과 함께 제조된 제품에 대해 정진 상태를 부여할 정도로 충분히 세척될 수 있지만 유제품에 대한 강한 알레르기 민감성을 가진 사람은 여전히 유제품 잔류물에 반응할 수 있다. 그것이 합법적으로 포장된 일부 제품들이 "우유" 경고를 보내는 이유다.

### 대마초
일부 랍비들은 이것을 레크리에이션 사용이 아닌 의료용 대마초에만 적용하지만, 만약 담배를 피운다면, 정상적인 상황에서 대마초(마리후아나)가 카셰르가 되지 않을 이유가 없다. 그러나, 이것은 흡연이 일반적으로 스파크에 불을 붙이는 것을 제외한다. 그래서 예를 들어 Shabbat에서 일몰 후는 적절하지 않을 것이다. 제조 후 완제품에 벌레가 남아 있을 수 있다는 인증기관 측의 근거 없는 주장 때문이지만 적어도 식용 대마초 1개 브랜드가 인증된 코셔다. 이스라엘에서 재배되는 대마초는 반드시 shmittah를 관찰해야 하지만, 이는 다른 곳의 대마초에는 적용되지 않는다.

### 담배
비록 식품은 아니지만, 일부 담배는 1년 동안 카셰르 인증을 받는다. 금년에 걸친 인증은 담배가 다른 규제가 있을 수 있는 유월절에 대해서도 인증을 받는 것을 의미한다. 예를 들어, 담배는 유월절 동안 엄격히 금지된 일부 chametz 곡물과 접촉할 수 있으며, 인증은 담배가 이러한 종류의 오염으로부터 자유롭다는 보증이다. 이스라엘에서 이 인증서는 민간 카슈르트 랍비네이션 단체인 Beit Yosef가 주지만, 랍비네트 족장은 담배로 인한 건강상의 위험 때문에 랍비스의 어떤 인증도 주는 것을 반대해왔다.

### 유전자 조작 식품
유전공학이 등장하면서 완전히 새로운 형태의 음식이 세상에 나왔고, 학계와 유대교 학자들은 이러한 새로운 종류의 식품이 유대교로 간주되어야 하는지에 대해 서로 다른 관점을 가지고 있다. 인간의 소비를 위해 FDA에 의해 승인된 최초의 유전자 변형 동물은 AquAdvantage 연어인데, 연어는 일반적으로 인정받을 만한 정결한 식품인 반면, 이 변형된 유기체는 비카셰르 유기체로부터 유전자를 가지고 있다.
2015년 랍비니컬 총회 유대법표준위원회는 유전자변형 유기체에 관한 문서를 발표하면서 새로운 유기체의 특정 능력을 전달하기 위해 외래 DNA의 도입을 통한 유전자 배열의 개조는 허용될 수 있으며, 완전히 새로운 종은 의도적으로 생성되어서는 안 된다고 명시하고 있다. 유전자 변형 식품이 건강에 미치는 영향은 개별적인 기준으로 고려되어야 한다.
어떤 사람들은 이러한 종의 혼합은 탈무드의 가르침에 반하는 것이며 따라서 유대 율법과 비카셰르에 반하는 것이라고 주장했다. 다른 이들은 카슈르트의 60개 부분 법칙 중 하나가 중요한 것이며, 외국 유전자가 동물의 60분의 1 미만을 차지하여 변형된 연어가 유대인이라고 주장한다.

## 감독 및 마케팅

### 제품 라벨링 기준
식품 라벨을 읽으면 분명히 비카셰르 성분을 식별할 수 있지만, 일부 국가는 제조업체가 특정 성분의 식별을 생략하도록 허용한다. 그러한 "숨겨진" 성분은 다른 첨가제들 중에서도 윤활제와 향료를 포함할 수 있다. 예를 들어, 자연 향료의 사용과 같은 경우에 이러한 성분은 비카셰르 물질에서 파생될 가능성이 더 높다. 더욱이 물고기와 같은 특정 제품은 라벨을 잘못 붙이는 비율이 높아서 카셰르 생선의 한 종류로 분류된 포장에 코셔 생선이 판매될 수 있다.
식품과 식품첨가물의 생산자는 유대 종교당국에 연락하여 카셰르 인증을 받을 수 있다. 이는 개별 랍비나 랍비 조직에서 제조 시설을 방문하여 생산 방법과 내용물을 검사하고 모든 것이 충분히 인증된 경우 이를 검사하는 것이다.
제조자는 때때로 라벨에 특정한 그래픽 기호를 추가하여 그러한 인증을 받은 제품을 식별한다. 이 상징들은 유대교에서 hechsheirim으로 알려져 있다. 다른 기관들이 보유하고 있는 카슈르트 기준의 차이로 인해, 특정 유태인 당국의 hechsheirim은 때때로 다른 유태인 당국에 의해 무효로 여겨질 수도 있다. 여러 랍비들과 조직들의 인증마크는 너무 많아서 일일이 열거할 수 없지만, 미국에서 가장 흔히 쓰이는 것 중 하나는 정교회 연합의 인증마크인데, 정교회 연합의 이니셜을 상징하는 원 안에서 U("O-U")를 사용한다. 영국에서 흔히 쓰이는 기호는 런던 베스딘의 'KLBD' 로고다. K 한 개씩을 카셰르의 상징으로 사용하는 경우도 있지만, 많은 국가가 문자의 상표(다른 기호가 오용되지 않도록 보호하는 방법)를 허용하지 않기 때문에, 제품을 생산하는 회사가 카셰르라고 주장하는 것을 나타낼 뿐이다.
많은 인증 기호는 유대인 법에 따라 제품의 범주를 나타내는 추가 문자나 단어를 수반한다. 분류는 특히 유대인 법이 유제품으로 간주하는 식품의 경우, 법적 분류와 상충될 수 있다. 그러나 법적 분류는 그렇지 않다.
- D—Dairy
- DE—Dairy equipment
- M—Meat, including poultry
- Pareve—Food that is neither meat nor dairy
- Fish
- P—Passover-related (P is not used for Pareve)

제조 공정의 변화 등 다양한 이유로 인해 한때 공정했던 제품들이 중단될 수 있기 때문에 많은 경우에 지속적인 감독이 필요하다. 예를 들어, 카셰르 윤활유는 많은 랍비니컬 당국이 비카셰르로 보는 탈로를 포함하는 기름으로 대체될 수 있다. 이러한 변경은 종종 새로운 포장이 hechshher나 cashrut을 암시하지 않도록 감독 랍비 또는 감독기관과 조정된다. 그러나 어떤 경우에는 hechshher와 함께 사전 인쇄된 라벨의 기존 재고가 현재 비카셰르 제품에 계속 사용될 수 있다. 유대인 사회의 한 적극적 소파는 어떤 제품들이 현재 의문스러운지, 뿐만 아니라 정숙한 제품이 되었으나 아직 hechshher를 싣지 못한 제품들도 논의한다. 일부 신문과 정기간행물도 카슈르트 상품에 대해 논하고 있다.
카셰르 스타일의 라벨이 붙은 제품은 올비프 핫도그와 같은 카셰르 식품의 특성을 가지거나 피클과 같이 Ashkenazi 관행에 부합하는 방식으로 맛을 내거나 준비되는 비카셰르 제품이다. 그 명칭은 보통 미생물들을 가리킨다.

### 카셰르 감독 및 마케팅의 역사
식품 생산자들은 종종 그들의 시장이나 마케팅 잠재력을 넓히려고 하는데, 카셰르 식품을 제공하는 것이 그렇게 하는 방법이 되었다. 1849년에 카셰르 음식의 독특함이 광고되었다. 1911년 Procter & Gamble은 그들의 제품 중 하나인 Chrisco를 카셰르로 광고한 첫 번째 회사가 되었다. 그 후 20년 동안, 대출자의 베이글스, 맥스웰 하우스, 마니스체위츠, 엠파이어와 같은 회사들이 진화하여 카셰르 시장에 더 많은 선반 공간을 주었다. 1960년대에 히브리 민족 핫도그는 유대인과 비 유대인들에게 똑같이 호소하기 위해 "위대한 권위에 대한 우리의 대답" 캠페인을 시작했다. 그 때부터 '카셰르'는 질과 가치를 동시에 나타내는 상징이 되었다. 카셰르 시장은 빠르게 확장되었고, 카셰르 상품에 대한 더 많은 기회도 제공되었다. Kosherfest 무역 박람회의 창립자인 메나힘 루빈스키 씨는 미국에서 무려 1400만 명의 카셰르 소비자와 400억 달러의 카셰르 제품 매출을 추산하고 있다.
2014년 이스라엘 방위군은 여성 카셰르 감독관이 군 기지의 주방에서 일할 수 있도록 허용하기로 결정했으며, 최초의 여성 카셰르 검사관은 이스라엘에서 인증을 받았다.

### 법률용도
많은 국가의 광고 표준 법률은 생산자가 제품이 유대인의 식이법을 준수한다는 것을 보여줄 수 있지 않는 한 제품의 라벨에 카셰르라는 문구를 사용하는 것을 금지한다. 그러나, 다른 관할구역은 종종 유대인의 식이법을 준수하기 위한 법적 자격을 다르게 정의한다. 예를 들어, 어떤 곳에서는 법이 랍비에게 카슈르트 성질을 인증하도록 요구할 수도 있고, 어떤 곳에서는 카셰르의 규칙이 완전히 법으로 규정되어 있으며, 어떤 곳에서는 제조자가 그 제품이 유태인의 식생활 규정을 준수한다고만 믿어도 충분하다. 몇몇 경우에서, 카셰르라는 용어의 사용을 제한하는 법은 후에 불법적인 종교적 간섭으로 결정되었다.

### 비용
미국에서는 대량 생산 품목의 인증 비용이 일반적으로 미미하며 보통 인증의 장점에 의해 상쇄되는 것 이상이다. 1975년 뉴욕 타임즈는 카셰르 인증을 받기 위한 품목당 비용을 General Foods 냉동 식품 품목의 품목당 1 센트의 650만분의 1로 추정했다. Burns & McDonnell의 2005년 보고서에 따르면, 대부분의 미국 국가 인증 기관은 비영리 기관이며, 단지 감독 및 현장 작업에 대한 비용만 부과하고 있는데, 현장 감독관은 "일반적으로 시간당 자동차 정비사가 하는 것보다 방문당 수입이 적다"고 한다. 그러나 기존 제조 공정을 재설계하는 것은 비용이 많이 들 수 있다. 인증은 보통 카셰르를 지키는 유대인, 할랄을 지키는 이슬람교도, 카셰르 다이어트의 주요법을 지키는 제7일 재림교도, 채식주의자, 유제품(이 기준에 부합하는 것으로 신뢰성 있게 인증된 제품)을 피하고자 하는 유당 내성인에게 추가적인 시장을 열어 수익 증대로 이어진다. 미국에서 가장 큰 카슈르트 조직 중 하나인 정교회에 따르면, "경쟁하는 비카셰르 브랜드 옆에 위치하면, 카셰르 제품이 20% 더 잘 팔릴 것"이라고 한다.
일부 유럽 유대인 사회에서는 고기에 대한 유대인 교육에 자금을 대는 데 사용되는 "세금"을 포함하는데, 이것은 고기에 대한 감독 비용만으로 의미하는 것보다 더 비싸게 만든다.

## 사회와 문화

### 부착력
많은 유대인들은 돼지고기나 조개류에서 기권하거나 고기 요리와 함께 우유를 마시지 않음으로써 부분적으로 카슈르트를 관찰한다. 몇몇은 집에서 카셰르를 기르지만 비카셰르 식당에서 먹는다. 2012년 북아메리카의 전문 식품 시장에 대한 한 분석은 유대인 소비자들 중 15%만이 유대인이라고 추정했다. 카셰르 고기는 할랄이 없을 때 무슬림들에 의해 정기적으로 소비된다. 이슬람교도, 힌두교도, 그리고 유제품에 알레르기가 있는 사람들은 종종 한 식품에 우유와 그 모든 파생물을 포함한 동물 유래 성분이 들어 있지 않다는 보증으로 카셰르-페어브 지정을 고려한다. 하지만, 카셰르-페어브 식품은 꿀, 계란, 생선을 포함할 수 있기 때문에, 채식주의자들은 인증에 의존할 수 없다.
미국 유대인의 약 6분의 1 또는 미국 인구의 0.3%가 카셰르를 철저히 지키고 있으며, 그들 중 많은 수가 모든 규칙을 엄격히 준수하지 않고 여전히 일부 금지된 음식(특히 돼지고기)을 삼가고 있다. 기독교 교파인 제7일 재림교회는 정숙한 식생활법을 고수할 것을 기대하는 건강 메시지를 설교한다.
2013년 조사에 따르면 미국 유대인의 22%가 자기 집에 카셰르를 갖춰야 한다고 주장했다.

### 언어학
Brown–Driver–Briggs 히브리어와 영어 렉시콘에 따르면 고대 히브리어에서 카셰르 (Hebu: :כר)라는 단어는 유리하거나 적절하거나 적합하거나 성공하는 것을 의미한다. 현대 히브리어에서는 일반적으로 카슈르트를 지칭하지만 때로는 "적절한"을 의미하기도 한다. 예를 들어 바빌로니아 탈무드는 다리우스 1세를 '카셰르 왕'으로 지칭할 때 '충성'의 의미로 카셰르를 사용하며, 페르시아 왕 다리우스는 (기원전 522~486년) 제2신전 건물을 육성하였다. 구어체 영어에서 카셰르는 종종 "합법적", "허용적", "허용적", "허용적", "진정한" 또는 "진정한"을 의미한다.
카셰르라는 단어는 일반적인 제품 이름의 일부를 형성할 수 있다. 때로는 카셰르의 약칭으로 사용되기도 하는데, 그것은 어떤 것을 만드는 과정을 의미하는 것이다. 예를 들어, 카셰르 소금은 불규칙한 모양의 결정체를 가진 소금의 일종으로, 특히 카슈르트의 법칙에 따라 고기를 준비하는데 적합하다. 왜냐하면 결정의 표면적이 증가하면 혈액이 더 효과적으로 흡수되기 때문이다. 다른 때에 카셰르는 유대 전통의 동의어로 발생할 수 있다. 예를 들어, 카셰르 피클은 단순히 유대인 뉴욕시의 피클 제조업자들의 전통적인 방식으로 만들어진 피클이며, 마늘을 소금에 넉넉하게 첨가한 것을 사용하며, 전통적인 유대인 식품법을 반드시 준수하는 것은 아니다.

## 기타 용도
비록 카셰르라는 용어는 주로 음식과 관련이 있지만, 때때로 다른 맥락에서 발생한다. 일부 정교회 소매상들은 기능이 제한된 정결한 휴대폰을 판매한다.

## 같이 보기
- 아힘사
- 사찰음식
- 유대 요리